# ヴィラ

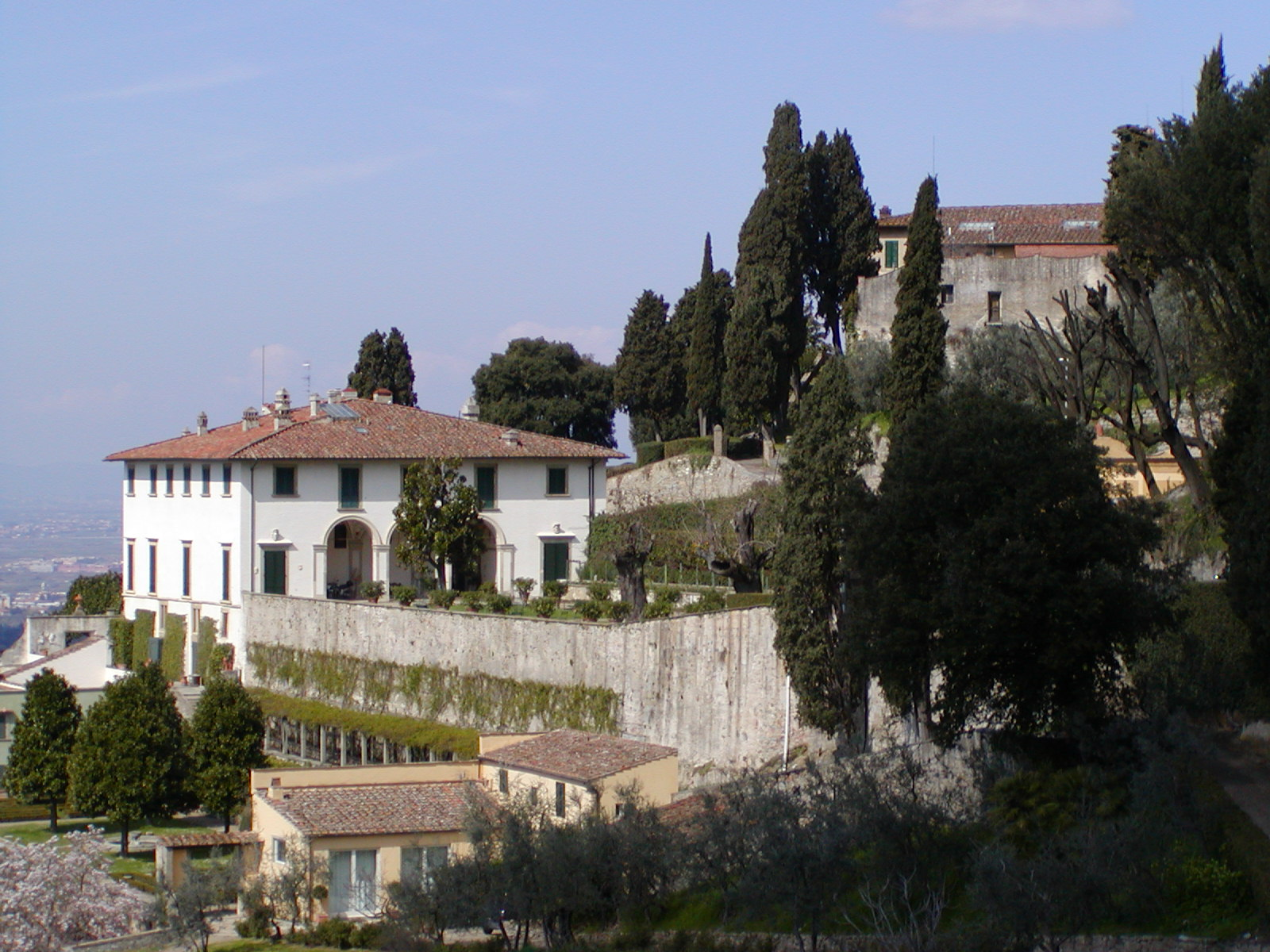
アルベルティ風の Villa Medici in Fiesole（フィエーゾレにあるメディチ家のヴィラ）

ヴィラまたはヴィッラ（villa）は、本来は上流階級のカントリー・ハウスを意味し、古代ローマが起源だが、ヴィラの概念と機能は時代と共に発展してきた。共和政ローマが終焉を迎えるとヴィラは小さな要塞化された農場の複合家屋となっていったが、中世を通して徐々に再発展し、贅沢な上流階級のカントリー・ハウスとなっていった。現代では、特定の種類の一戸建て郊外住宅を指す。

## 古代ローマ
ウィッラ（古典ラテン語）は本来、古代ローマの上流階級の人々が田舎に建てた家屋を意味した。典型的にはアトリウムを内在し、農業用の「農村部分」(pars rustica）と、別荘としての「都市部分」（pars urbana）を併せ持つ複合用途型である。共和政初期には、プレブスらの住むファットリアと共存していたと考えられている。ウィッラにおいて奴隷を使役する生産方式は、従来マルクス・ポルキウス・カト・ケンソリウス（大カト）の『農業論』が書かれた紀元前3世紀末から紀元前2世紀にかけて成立したと考えられてきたが、現在行われている発掘調査によって、紀元前5世紀初頭には成立していたことが明らかとなっている。
古代ローマの住宅には他に、都市で中流階級以上が住むドムスと下層階級が住むアパートのような集合住宅インスラがあった。ペトロニウスの『サテュリコン』にはローマの様々な住宅が描かれている。皇帝のヴィッラはナポリ湾付近に集中しており、特にカプリ島、Monte Circeo の海岸、アンティウム（現在のアンツィオ）に多い。裕福なローマ人は夏になると避暑のためにローマ周辺の丘で過ごした。特に、ティブル（ティヴォリ）近辺とフラスカーティ近辺に多かった（ハドリアヌスのヴィッラ参照）。キケロは7つ以上のヴィッラを所有していたと言われ、その中でも親から相続したアルピーノ付近のヴィッラが最も古い。小プリニウスは3つか4つのヴィッラを所有し、中でもLaurentium付近のヴィッラのことを著作によく記していた。
古代ローマの作家は、ヴィッラでの自給自足的生活を満足気に記している。彼らは自前の農場で作ったワインを飲み、同じく農場で採れたオリーブを絞って油を作った。これは、都市の貴族が古き良きローマ人農夫になりきって楽しんだということだが、時代が下ると田舎の別荘の経済的自立はローマ帝国が経済的に断片化しつつあったことの兆候を示しているとも言える。完全に機能するヴィッラと農場がキリスト教の教会に寄付されると、教会はそれを元に僧院を作り、ゴート戦争やランゴバルド人の侵入といった災難を切り抜けた。そのようなヴィッラから僧院になって存続した例として、モンテ・カッシーノがある。

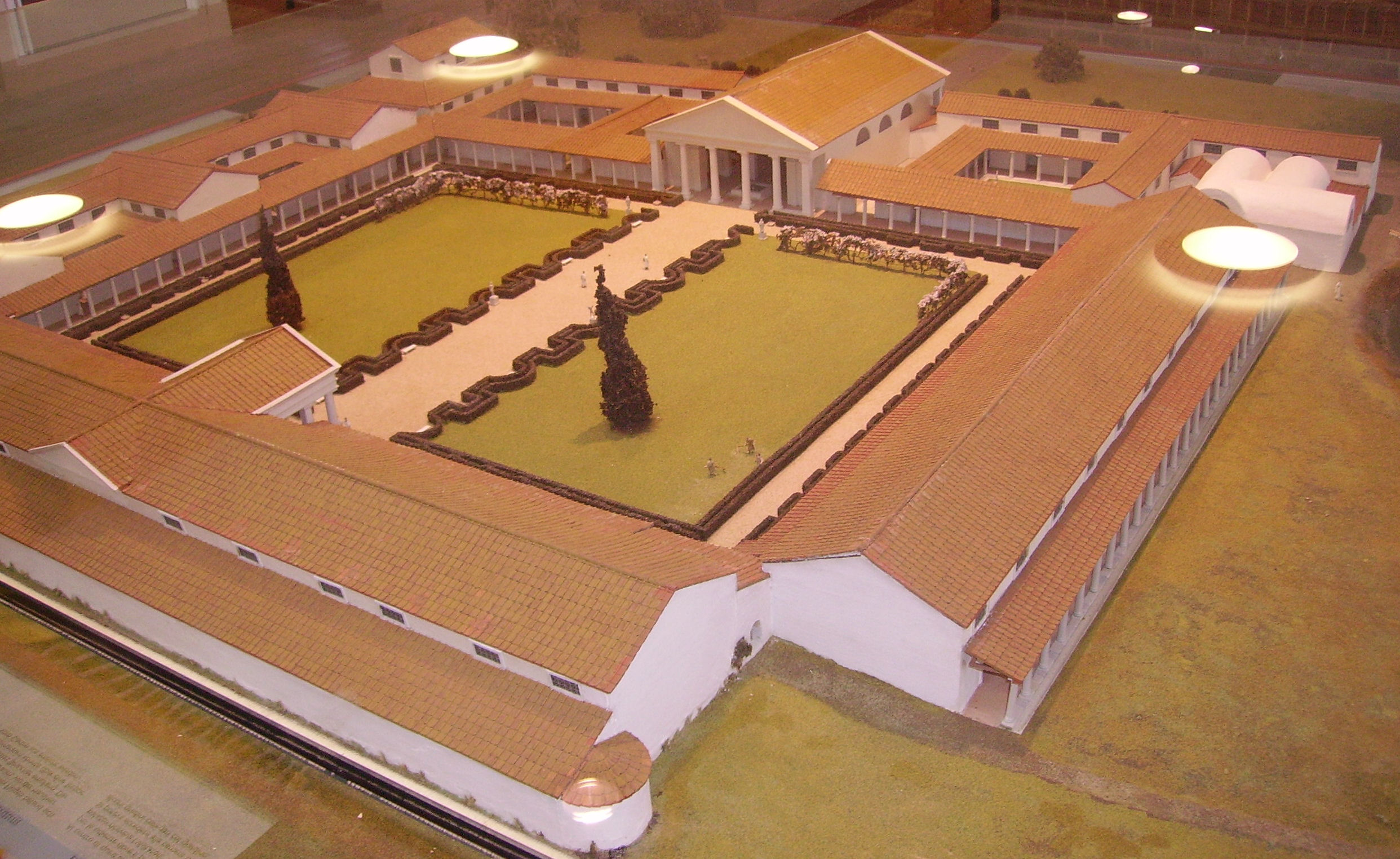
フィッシュボーンのヴィッラの模型

古代ローマのヴィッラは帝国の領土のあちこちにあり、イングランドでは国内のそれらを詳細に調査した。イタリアのものと同様、完全に自立可能な農耕社会を形成しており、畑と葡萄園が周囲にあり、風呂や庭を備えた邸宅には幾何学模様のタイル張りの装飾があり、採石場を備えたところもあった。Woodchesterの大きなヴィッラは、そこにアングロ・サクソン風の教会が建てられたため、床のモザイクが保護され現存している。18世紀ごろまでその教会の敷地内に埋葬が行われていたため、モザイク床に穴を開ける必要があった。ウィンチェスターのフィッシュボーンにはさらに大きな villa rustica がある。ポルチコと中庭を取り囲む大きなペリスタイルで構成されている。3世紀末にかけてブリタンニアのローマ人町は拡大を止めた。帝国中心部の貴族と同様、ブリタンニアのローマ人は都市を捨ててヴィッラに定住するようになった。このため宮殿のような大きなヴィッラが建設され、ヴィッラの黄金時代が到来した。当時の帝国経済は無数の villa rustica で成り立っていた。
古代ローマのヴィッラの設計は2種類に分類され、イングランドのものも例外ではない。入り口のポルチコを中心として左右に部屋が並び、場合によってはそれが方庭を取り囲んでいる設計がよく見られる。もう1つは、側廊に取り囲まれた中心部にバシリカ状のホールがある設計で、特にその地方の権力者が所有したヴィッラではないかと示唆されている。ヴィッラは、方庭を取り囲む独立した建物で構成されていることが多い。ほぞやダボで精巧に木材を組み合わせた木骨造で、土台は石だった。重要な儀式用の部屋は石造りになっていた。窓ガラスの破片や鉄製の窓枠も見つかっている。

## ローマ帝国崩壊時
西ローマ帝国が崩壊する4世紀から5世紀にかけて、ヴィッラは孤立を強め、周囲に壁を建設して防護するようになった。イングランドでは5世紀に入るとアングロ・サクソン人が侵入してきたため、ヴィッラが放棄されたり、略奪されたり、燃やされたりした。他の地域では貴族や大地主が大規模なヴィッラを修道士に寄贈し、それが有名な僧院の母体になった例がしばしば見られる。そのようにして、古代末期のヴィッラのシステムが中世初期にも保持された。ヌルシアのベネディクトゥスが創立したモンテ・カッシーノの僧院は、元々はネロが所有していたスビアーコのヴィッラの廃墟に建てられた。聖エリギウスは590年ごろ、アキテーヌのリモージュに近いChaptelatのヴィッラに住むガロ・ローマ文化圏の上流階級の家に生まれた（現在のフランス）。650年ごろ設立されたスタヴロの修道院はリエージュ近郊のヴィッラの領地に建てられたもので、ヴェズレーの修道院も似たような経緯で設立されている。698年までに、ウィリブロードはルクセンブルクのトリーアに近いエヒタナハの古代ローマのヴィッラに修道院を創設した。その土地は、フランク人の王ダゴベルト2世の娘イルミナから寄贈されたものだった。

## ローマ帝国以後
ローマ帝国以後、ヴィラと言えばイタリアおよびガロ・ローマ文化圏の自給自足型の要塞化した農場を指すようになった。それは村 (village) のように自給自足型の経済で、その住人は法的にはかつての農奴制 (villein) における農奴だった可能性もある。メロヴィング朝のフランク人はその概念を継承し、カロリング朝のフランスもそれを引き継いだが、その後のフランス語では、basti または bastide と呼ばれるようになった。
Villa/Vila は Vila Real や Villadiego といったようにスペインやポルトガルの地名によく使われている。villa/vila は ciudad/cidade ("city") よりも重要度の低い憲章（fuero または foral）のある町を意味する。個人名と関連付けられる場合、villa は「憲章のある町」という意味ではなく本来の「田舎の財産」の意味で使われたと思われる。その後の発展で、スペイン語での villas と ciudades の違いは純粋に敬称的なものになった。マドリードは Villa y Corte と呼ばれ、このヴィラはかつて活動していたコルテスとは無関係と考えられるが、もっと小さい都市であるシウダ・レアル (Ciudad Real) はスペイン王家が ciudad（都市）と宣言したためにこう呼ばれている。

## ルネサンス
14世紀と15世紀のイタリアで、"villa" は再びカントリー・ハウスを意味するようになり、ヴィラ・ファルネーゼのように一族の権力の座を意味することもあったが、一般には季節を楽しむ別荘として都市からあまり遠くない場所に建てられるようになった。ルネサンス期のヴィラの初期の例はロレンツォ・デ・メディチの時代のもので、トスカーナ州に多く見られる。例えば、ジュリアーノ・ダ・サンガッロの手による Villa di Poggio a Caiano（1470年着工）や、レオン・バッティスタ・アルベルティが指揮して建設した最初のヴィラと思われる Villa Medici in Fiesole（1450年着工）がある。アルベルティは著書『建築論』で新たなヴィラの考え方を述べている。この頃から庭園が家屋と外界の間の基本的リンクと見なされるようになった。トスカーナ州から「ヴィラ」の考え方が再びイタリアとヨーロッパに広まっていった。
ローマは16世紀には小さな都市だったが、周囲には容易に行ける範囲にヴィラが数多くあった。古代の villa suburbana になぞらえて、アントニオ・デル・ポッライオーロがバチカン宮殿の上の斜面にヴェルヴェデーレ（見晴らし台）または palazzetto を建てた。ラファエロが設計したとされるヴィッラ・マダマは、1520年にジュリオ・ロマーノが建設したとされ、後世に大きな影響を与えた個人宅の1つである。ヴィッラ・マダマの要素は19世紀まで各地のヴィラに見られる。サラリア門の近くには Villa Albani が建設された。他にも Villa Borghese、Villa Doria Pamphili (1650)、教皇ユリウス3世の Villa Giulia (1550) などがあった。
しかし、19世紀末にイタリア王国が成立してローマを首都としたころから、ローマ近郊で不動産バブルが発生し、多くの美しいヴィラが取り壊された。
フラスカーティの周囲の丘には、Villa Aldobrandini (1592)、Villa Falconieri、Villa Mondragone がある。
ティヴォリのエステ家別荘 (Villa d'Este) は庭園の噴水で有名である。ローマの端にある Villa Medici は1540年に建設された。

## パッラーディオのヴィラ
16世紀後半、アンドレーア・パッラーディオはヴィチェンツァ周辺やヴェネツィア地方の Brenta Canal に沿った地域でヴィラを設計し、400年以上に渡って影響を与えている。パッラーディオはしばしばヴィラの建物の中に全ての農業関係の建物の要素を統合した（例えば、Villa Emo）。

## 近代以降のヴィラ

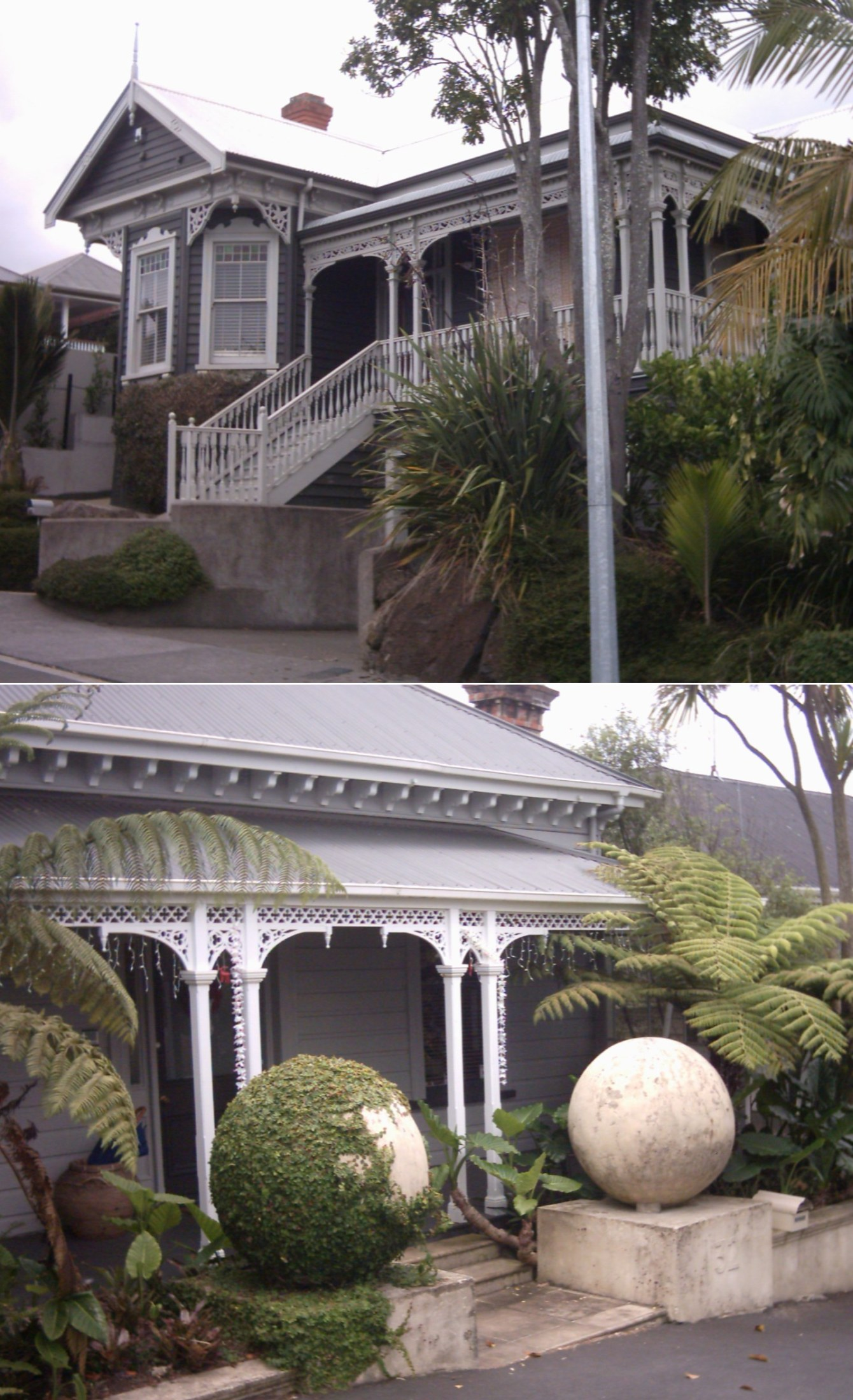
19世紀末のヴィラ（ニュージーランド オークランド）

18世紀初め、英語にこの単語が取り入れられた。イニゴー・ジョーンズがパッラーディオへの興味を復活させ、新パラーディオ主義のヴィラがテムズ川沿いに点在するようになった。トーマス・ジェファーソンのモンティチェロは多くの観点でヴィラと言える。イングランドの Marble Hill House は18世紀的な意味でヴィラを名乗っていた。
19世紀には、郊外の邸宅でランドスケープの中にぽつんと立っているものを全般にヴィラと呼ぶようになった。20世紀には二戸建て住宅までヴィラと名付けるようになり、意味が拡大され乱用されすぎて、本来の意味が失われた。19世紀後半、ドイツ語圏で大規模な "Villenkolonie"（「ヴィラのコロニー」の意）が多数建設された。これは人工的な計画に沿って大邸宅だけを並べた一種の団地である。ベルリンのリヒターフェルデ西の Villenkolonie Lichterfelde は、建築家がイングランド南部を旅した後に設計した。
イギリスでは第一次世界大戦後に価値観が変化し、都市近郊のヴィラはバンガローへと変化し、オーストラリアやニュージーランドでも特に1920年代から1950年代に都市近郊の開発が進み、バンガローが多く建設された（ここでいうバンガローは日本語での意味とは異なる）。ヴィラの概念はドイツ語圏、南ヨーロッパ、ラテンアメリカ、特にアメリカ西海岸で生き残っており、上流階級のライフスタイルと結びつけて用いられる用語となった。
近代建築において、「ヴィラ」と呼ばれる重要な建築物がいくつかある。
- 落水荘（フランク・ロイド・ライト）
- Villa Lewaro（Vertner Tandy）
- サヴォア邸（ル・コルビュジエ）
- トゥーゲントハット邸（ミース・ファン・デル・ローエ）

最近では貸し別荘をヴィラと呼ぶことも多い。特にパキスタンやフランスの影響を受けた西インド諸島の島々、サン・バルテルミー島、セント・マーチン島、グアドループ、マルティニークなどである。
韓国では、高級な小規模共同住宅（日本でいうアパート）をヴィラと呼ぶことが多い。